# Hébrides extérieures
Pour les articles homonymes, voir Hébrides (homonymie).

Drapeau du gouvernement local des Hébrides extérieures (Na h-Eileanan Siar)

Les Hébrides extérieures, parfois appelées Western Isles mais officiellement connues sous le nom écossais de Na h-Eileanan Siar, sont un groupe d'îles orienté du nord-nord-est au sud-sud-ouest et situé au large de la côte ouest de l'Écosse. Il appartient à l'archipel des Hébrides. Elles ont le statut de council area (depuis le 31 mars 1996) et de région de lieutenance, après avoir eu celui de région d'Écosse (du 15 mai 1975 au 31 mars 1996), avec le statut particulier de région insulaire (en). La capitale administrative en est Stornoway.
La plupart des îles reposent sur un socle ancien de roches métamorphiques et bénéficient d'un climat doux et océanique. Les quinze îles habitées ont une population totale de 27 400 habitants dont la majorité réside sur l'île de Lewis et Harris. Il y a en outre une cinquantaine d'îles inhabitées. L'archipel s'étend de Barra Head au Butt of Lewis sur près de 210 kilomètres.

## Histoire
Il existe de nombreux vestiges préhistoriques. Les Hébrides extérieures faisaient partie du royaume nordique connu sous le nom de Royaume de Man et des Îles qui a duré plus de 40 ans jusqu'à son transfert à la souveraineté de l'Écosse par le Traité de Perth en 1266. Le contrôle des îles relevait alors des chefs de clan : MacLeods , MacDonalds, Mackenzies et MacNeils. Par la suite les Highland Clearances des XVIIIe siècle et XIXe siècle ont eu un effet dévastateur sur de nombreuses communautés et ce n'est que récemment que les niveaux de population se sont stabilisés.

## Géographie
L'archipel, par l'île Lewis, se situe à 38 km à l'ouest-nord-ouest du phare de Rua Reidh, sur la côte écossaise. Ronay, au sud de North Uist et dans le voisinage de Grimsay, se trouve quant à elle à 23 km de Neist Point, sur l'île de Skye. 

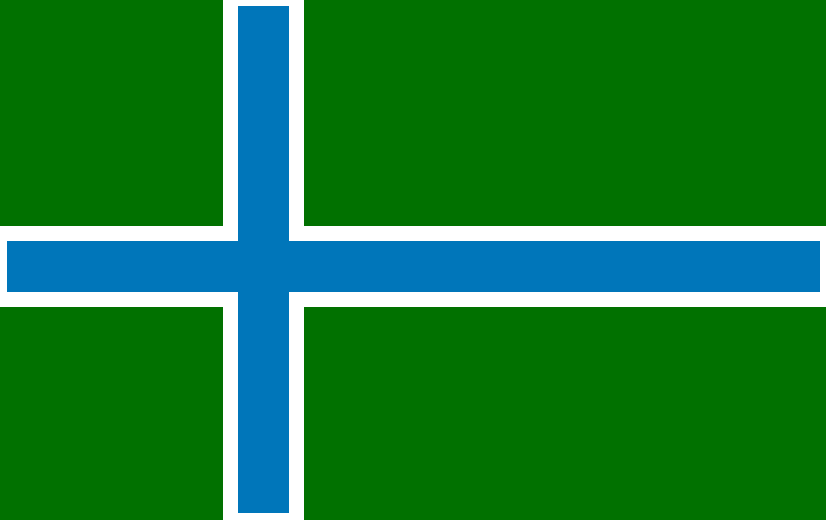
Drapeau proposé des Hébrides extérieures, orné de la Croix scandinave

### Îles principales
Les îles principales forment un archipel qui, étant entouré d'un grand nombre de petites îles, est parfois connu sous le nom de « Long Isle ». 
Les plus grandes îles sont Lewis et Harris, North Uist, Benbecula, South Uist et Barra. Au Sud de celle-ci s'étendent les Îles Barra comprenant Mingulay et Vatersay.
Un grand nombre de petites îles entoure les principales :
- Baleshare, Berneray, Boreray ;
- Calvay, Campay ;
- Eilean Chaluim Chille, Eilean Uibhard, Eilean Kearstay, Eileanan Iasgaich, Ensay ;
- Fiaray, Flodda, Flodday, Floddaybeg, Floddaymore, Fuday, Fuiay ;
- Great Bernera, Gighay, Gilsay, Grimsay, Groay ;
- Hellisay, Hermetray ;
- Killegray, Kirkibost ;
- Lingay, Little Bernera ;
- Mealasta ;
- Opsay, Oronsay, Orosay ;
- Pabbay, Pabay Mór ;
- Ronay ;
- Scalpay, Scaravay, Scarp, Scotasay, Shillay, Soay Beag, Soay Mòr, Stromay, Stuley, Sursay ;
- Tahay, Taransay ;
- Vacsay, Vallay, Vuia Beag, Vuia Mòr ;
- Wiay.

### Autres îles
De petites îles ou des groupes d'îles sont éparpillés autour du principal groupe d'îles :
- à l'ouest s'étendent les îles Monach, les îles Flannan, Saint-Kilda et Rockall dans l'ordre d'éloignement ;
- à l'est s'étendent les îles Shiant.

## Population
La population totale des Hébrides extérieures a été estimée à 26 502 habitants lors du recensement de 2001. La ville la plus importante est Stornoway sur l'île de  Lewis avec 8 100 habitants.
| Ile             | Nom gaélique            | Population en 2001 |
| --------------- | ----------------------- | ------------------ |
| Lewis et Harris | Leòdhas agus na Hearadh | 19 918             |
| South Uist      | Uibhist a Deas          | 1 818              |
| North Uist      | Uibhist a Tuath         | 1 271              |
| Benbecula       | Beinn nam Fadhla        | 1 219              |
| Barra           | Barraigh                | 1 078              |
| Scalpay         | Sgalpaigh               | 322                |
| Great Bernera   | Bearnaraigh Mòr         | 233                |
| Grimsay (nord)  | Griomasaigh             | 201                |
| Berneray        | Beàrnaraigh             | 136                |
| Eriskay         | Eirisgeidh              | 133                |
| Vatersay        | Bhatarsaigh             | 94                 |
| Baleshare       | Baile Sear              | 49                 |
| Grimsay (sud)   | Griomasaigh             | 19                 |
| Floddaymore     | Flodaigh                | 11                 |
| Fraoch-eilean   | Fraoch-eilean           | ?                  |
| Total (2001)    |                         | 26 502             |

## Images

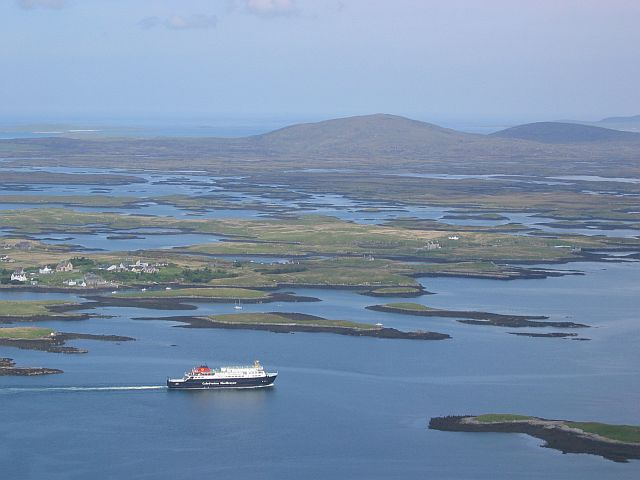
Vue aérienne d'une partie de North Uist avec un ferry quittant Lochmaddy.
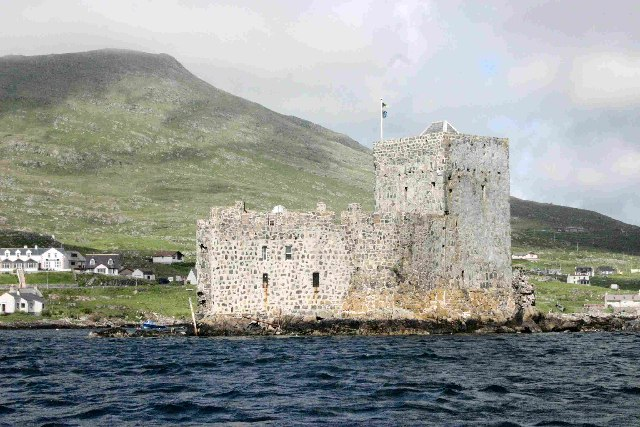
Le château de Kisimul situé dans le Bàhg a’ Chasteil, à Barra, face à Castlebay.
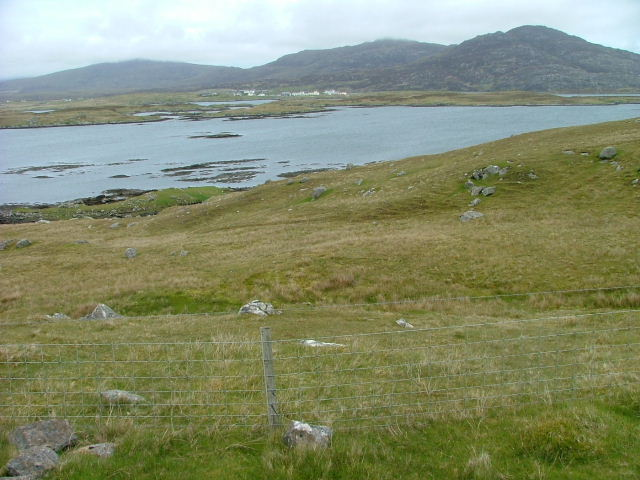
Vue des Eileanan Iasgaich au centre du Loch Baghasdail.
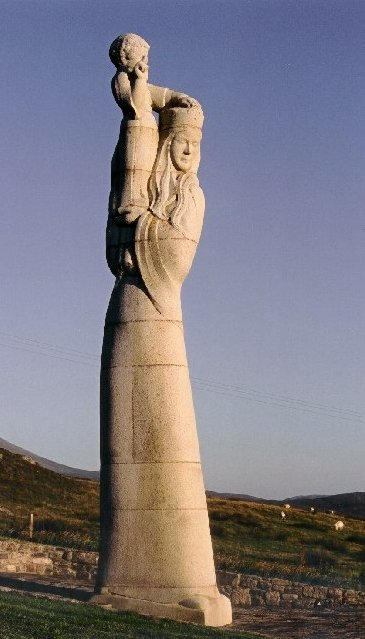
Our Lady of the Isles, sculpture à South Uist.
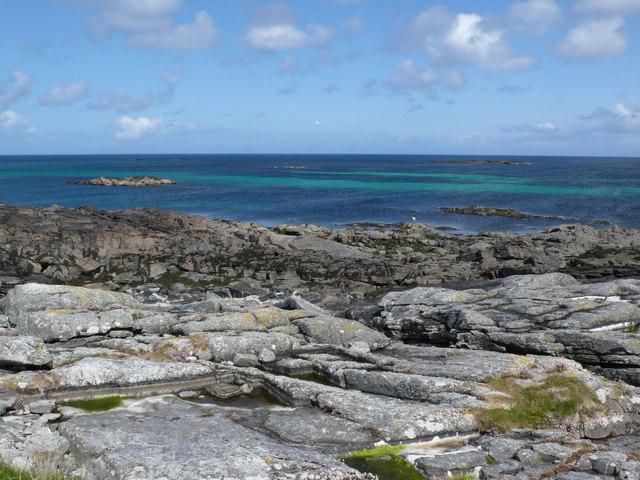
Côte de Vallay.